# Lapáncsa
Lapáncsa (kroatisch Lapandža) ist eine ungarische Gemeinde im Kreis Siklós im Komitat Baranya.

## Geografische Lage
Lapáncsa liegt ungefähr sieben Kilometer südöstlich der Stadt Villány, an dem kleinen Fluss Karasica, drei Kilometer nördlich der Grenze zu Kroatien. Nachbargemeinden sind Illocska, Magyarbóly und Kislippó.

## Sehenswürdigkeiten
- Pietà bei der Kirche
- Presshäuser und Weinkeller
- Römisch-katholische Kirche Szeplőtlen Fogantatás, erbaut 1781 (Barock)
- Skulptur der Heiligen Familie (Szent Család kompozíció), erschaffen von László Kosztics
- Weltkriegsdenkmal (Hősi emlékmű), erschaffen 1922 von Ferenc Gettó

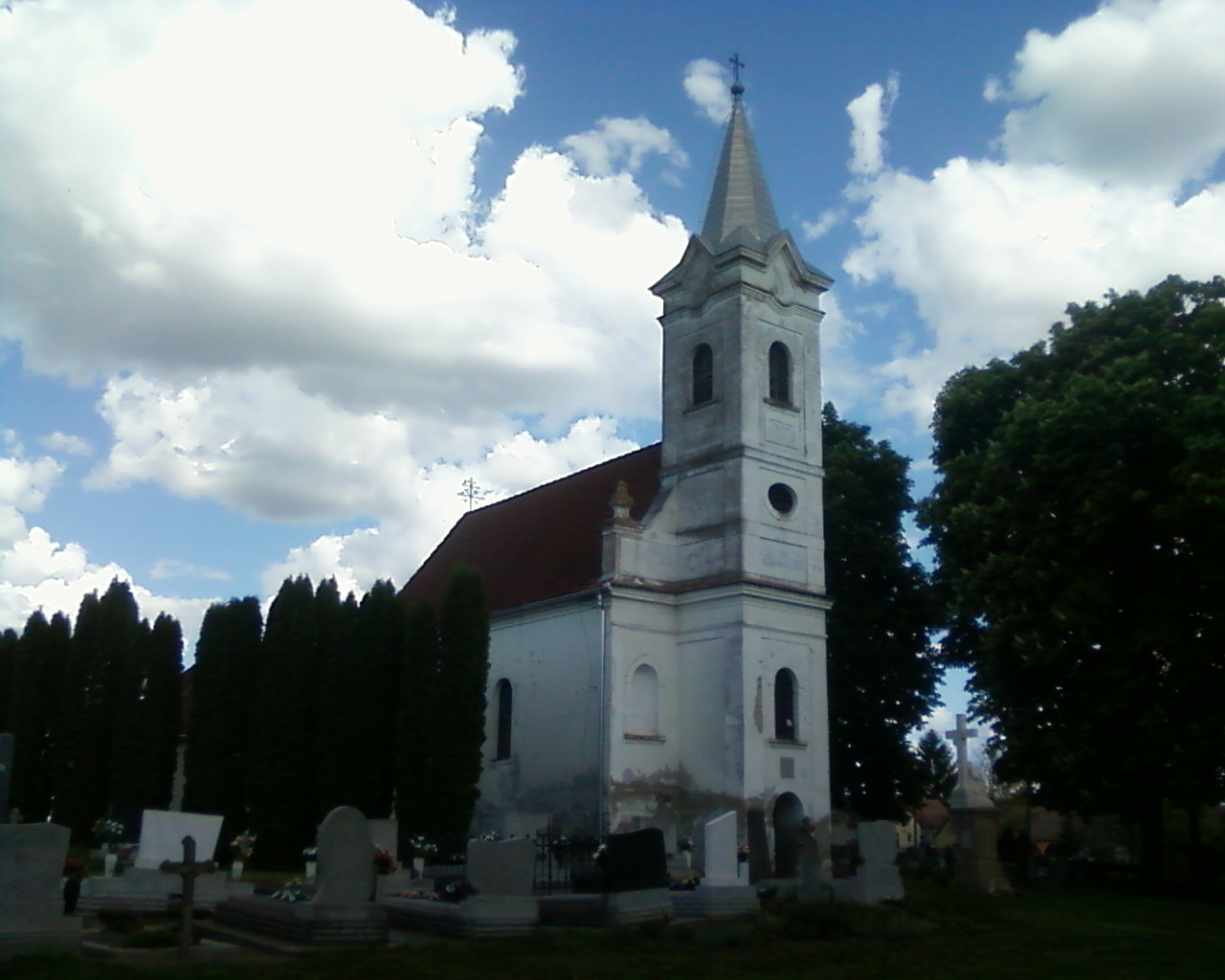
Röm.-kath. Kirche Szeplőtlen Fogantatás

## Verkehr
Lapáncsa ist nur über die Nebenstraße Nr. 57124 zu erreichen. Der nächstgelegene Bahnhof befindet sich nördlich in Magyarbóly und ist angebunden an die Eisenbahnstrecke zwischen Villány und der kroatischen Stadt Beli Manastir.